# 国家能源投资公司
国家能源投资公司（英語：State Energy Resources Investment Corporation）是中國一間已結業的公司。公司是由国家计委於1988年創立。公司亦同時設立分公司「国家能源投资公司节能公司」（現中国节能环保集团）。
1989年，国家能源投资公司與河南省政府共同投資了焦电三期，1993年，国家能源投资公司投資了北京三吉利能源公司（華晨電力的前身。
，現為永泰能源子公司）
1994年，国家能源投资公司被撤销，焦电三期的權益改由电力工業部擁有。